# 泰特帕雷島

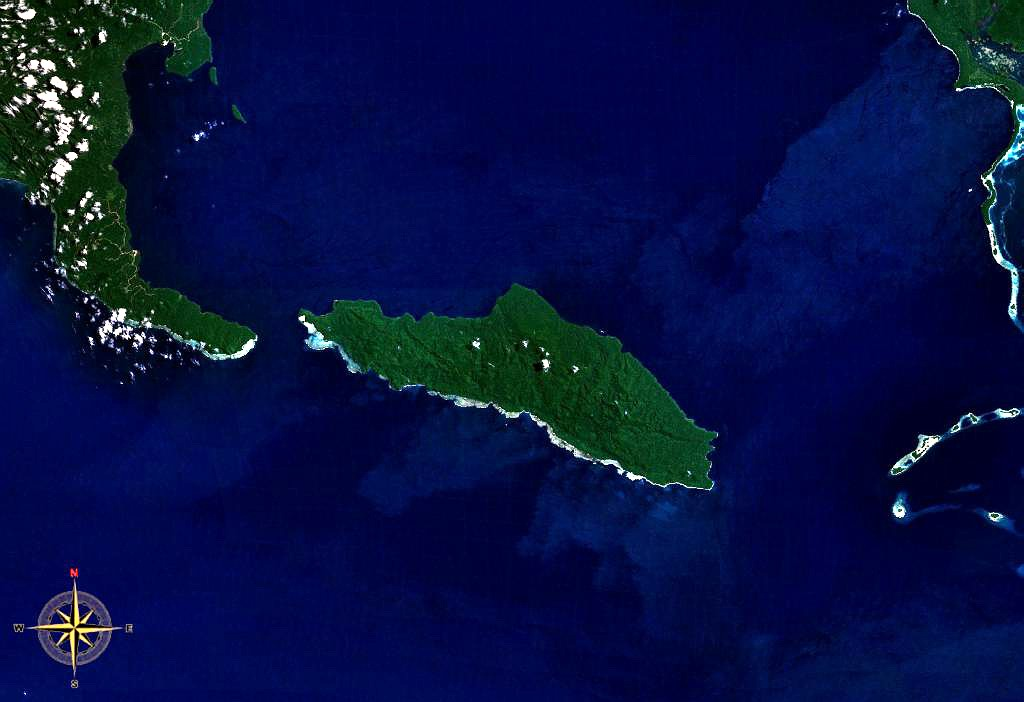
泰特帕雷島

泰特帕雷島太平洋所羅門群島的島嶼，西部省負責管轄，座標8°43′S 157°33′E / 8.717°S 157.550°E，面積約118平方公里，是南太平洋最大的無人島。1907年至1918年間，島嶼西部佔地3.75平方公里的地方用作種植椰子，在第二次世界大戰後開始減少種植活動，在1990年更停止維修工作，現在島上種植次生林。

## 外部連結
- http://www.tetepare.org/ （页面存档备份，存于）
- Exploring Solomons wiki - Tetepare page